# 沙面街道
沙面街道是中国广东省广州市荔湾区下辖的一个街道，其所管辖的行政区域为沙面岛全岛。辖区总面积0.3平方公里，2020年底常住人口3180人。
沙面街道办事处驻沙面大街8号。
沙面街道下有多个分支道路，在北面与六二三路隔涌相望的为沙面北街，而南面朝珠江的则为沙面南街，皆为东西走向，中间有五条南北走向的小型街道贯穿，是为沙面一街到沙面五街。

## 行政区划
沙面街道下辖一个社区：翠洲社区。
翠洲社区居委会驻沙面大街16-18号。